# Песочня (Московская область)
Песочня — деревня в Ступинском районе Московской области в составе Городского поселения Ступино (до 2006 года входила в Староситненский сельский округ). На 2016 год Песочня, фактически, дачный посёлок: при 3 жителях в деревне 1 улица — Хрылевская и 4 садовых товарищества. Впервые в исторических документах, как сельцо Песочня, построенное на месте пустоши Хрылево упоминается в 1709 году.

## Население
| 2002 | 2006 | 2010 |
| ---- | ---- | ---- |
| 3    | ↘0   | ↗3   |

Песочня расположена на юго-востоке района, на правом берегу реки Песошня (также  Песоченка, название реки Бунчиха в верхнем течении, отсюда и название деревни), высота центра деревни над уровнем моря — 160 м. Ближайшие населённые пункты: Старое — примерно в 2,2 км на юго-запад и Гладково — около 2,5 км на восток.